# John Giblin
Pour les articles homonymes, voir Giblin.
John Giblin (26 février 1952 - 14 mai 2023) était un musicien écossais, bassiste acoustique et électrique, connu pour sa polyvalence, jouant dans de nombreux styles différents. Il s'est illustré notamment dans le jazz, rock, pop, folk et la musique d'avant-garde. Il jouait également de la contrebasse.
Bien qu'il soit surtout connu comme musicien de studio, Giblin est également étroitement associé à certains groupes et artistes. Il se fait d'abord connaître en tant que deuxième bassiste du groupe de jazz fusion Brand X, jouant sur leurs deux derniers albums studios, Product en 1979 et Do They Hurt? en 1980. Il joue sur les deux chansons calmes Rhesus Perplexus et April, qu'il a écrites, et peut être entendu avec Percy Jones dans le morceau  Wal to Wal. Il collabora beaucoup avec John Martyn, Jon Anderson (Yes), Phil Collins, Peter Gabriel (il fut  membre du groupe de Gabriel vers 1980), et surtout Kate Bush.
De 1985 à 1988, Giblin est membre du groupe Simple Minds, remplaçant Derek Forbes, et participe à la tournée de l'album Once Upon a Time.
Le 15 Septembre 1997, il a participé au concert caritatif Music for Montserrat qui a eu lieu au Royal Albert Hall de Londres, accompagnant des musiciens comme Eric Clapton, Sting, Mark Knopfler et Phil Collins, l'album éponyme, sorti le 9 Janvier 1998, témoigne de cette soirée.
Enregistrant des musiques de films et de la musique contemporaine, Giblin joue sur les enregistrements avant-gardistes de Scott Walker (dont l'album Tilt). En 2005 il compose la bande originale du film italien L'uomo perfetto de Luca Lucini avec David Rhodes, Ged Lynch, et Richard Evans.
Il travaille également avec plusieurs musiciens italiens, dont Lucio Battisti, Franco Battiato, Saro Cosentino (it), Gazebo et Eros Ramazzotti.
Plus tard, Giblin va plus loin dans la direction de la basse acoustique, avec des projets impliquant le batteur Peter Erskine (de Weather Report) et le pianiste Alan Pasqua (de Tony Williams Lifetime). Vers la fin de sa vie, il travaille avec le groupe d'afro pop Osibisa.
Il est décrit par le producteur Robert M. Corich comme un « bassiste, contrebassiste, arrangeur et musicien de session extraordinaire ».
Giblin est décédé d'une septicémie le 14 mai 2023, à l'âge de 71 ans. Après sa mort, Kate Bush a publié une déclaration disant : " J'aimais tellement John. Il a été l'un de mes amis les plus chers et les plus proches pendant plus de quarante ans. Nous étions toujours là l'un pour l'autre. Il était très spécial. J'aimais travailler avec lui, non seulement parce qu'il était un musicien extraordinaire, mais aussi parce qu'il était toujours très amusant. Nous riions souvent tellement que nous devions simplement tout arrêter, nous asseoir et rire aux éclats pendant un moment. Il adorait être poussé dans un contexte musical, et c'était vraiment excitant de le sentir franchir cette ligne et trouver des phrases musicales incroyablement magnifiques qui n'étaient là que pour lui. Nous avons tous perdu un grand homme, un musicien incomparable et j'ai perdu mon ami très spécial. Mon monde ne sera plus jamais le même sans lui.

## Travail musical et collaborations

### Albums
- Mae MacKenna : Walk on Water (1977)
- Wilding/Bonus : Pleasure Signals (1978) - Avec Phil Collins sur trois morceaux
- Gary Boyle : Electric Glide (1978)
- Duncan Browne : The Wild Places (1978), Streets of Fire (1979)
- Colin Blunstone : Late Nights in Soho (1979)
- Jim Rafferty : Solid Logic (1979)
- Brand X : Product (1979) et Do They Hurt? (1980)
- Jon Anderson : Song of Seven (1980), Animation (1981)
- Kate Bush : Never for Ever (1980), The Sensual World (1989), The Red Shoes (1993), Aerial (2005), 50 Words for Snow (2011), Before the Dawn (2016)
- Lucio Battisti : Una giornata uggiosa (1980)
- John Martyn : Grace & Danger (1980), And (1996), The Church with One Bell (1998), On the Cobbles (2004)
- Peter Gabriel : Peter Gabriel III (1980), Birdy (1985)
- Stephen Bishop : Red Cab to Manhattan (1980)
- Phil Collins : Face Value (1981), Hello, I Must Be Going! (1982)
- Elkie Brooks : Pearls (1981)
- Johnny Hallyday : Pas facile (1981)
- Jimmy Pursey : Alien Orphan (1982)
- Judie Tzuke : Ritmo (1983)
- Claire Hamill : Touch Paper (1984)
- Chris de Burgh : Man on the line (1984)
- The Everly Brothers : EB 84 (1984)
- Simple Minds : Once Upon a Time (1985), Live in the City of Light (1987), Street Fighting Years (1989)
- Hugh Masekela : Waiting for the Rain (1985)
- Manfred Mann's Earth Band : Criminal Tango (1986)
- Fish : Vigil in a Wilderness of Mirrors (1990)
- Claudio Baglioni : Oltre (1990)
- Alan Stivell : The Mist of Avalon (1991)
- Jimmy Nail : Crocodile Shoes (1994)
- Scott Walker :  Tilt (1995)
- Gerry Conway : About Thyme (1995)
- Alan Parsons : On Air (1996)
- Music for Montserrat - Artistes variés : John Giblin a accompagné Eric Clapton, Sting, Mark Knopfler et Phil Collins
- Masami Tsuchiya : Mod' Fish (1997), Forest People (1998)
- David Sylvian : Dead Bees on a Cake (1999)
- Ute Lemper : Punishing Kiss (2000)
- Billy Sherwood : Back Against the Wall (2005), Return to the Dark Side of the Moon (2006), hommages à Pink Floyd
- The Bruised Romantic Glee Club de Jakko Jakszyk, avec Robert Fripp, Ian McDonald, Percy Jones, Mel Collins, Gavin Harrison, Danny Thompson, Hugh Hopper, Clive Brooks, Ian Wallace, Dave Stewart (2006)

### Chansons notables
- Kate Bush : Babooshka
- Peter Gabriel : Biko
- Phil Collins : In the Air Tonight, You Can't Hurry Love
- Simple Minds : Alive and Kicking, Mandela Day, Belfast Child
- Chris de Burgh : The Lady in Red
- John Lennon : Grow Old with Me (1984)
- Annie Lennox : Why acoustique, MTV Unplugged (1992) - contrebasse
- Alan Stivell : Kimiad, sur l'album Again, avec Kate Bush (1993)
- Scott Walker : Only Myself To Blame, bande originale du film Le monde ne suffit pas (1999)

### Concerts notables
- Simple Minds : Live Aid, John F. Kennedy Stadium de Philadelphie (1985)
- Paul McCartney : Royal Albert Hall, Londres (1997)
- Music for Montserrat : Artistes variés : Phil Collins, Eric Clapton, Mark Knopfler, Sting, Paul McCartney, Elton John, Jimmy Buffett, Arrow & His Band, Jools Holland, Paul "Wix" Wickens, Ray Cooper, Carl Perkins (1998)
- Kate Bush : Before the Dawn à l'Eventim Apollo, Londres (2014)

### Autres collaborations
- Joan Armatrading : Live at the Royal Albert Hall - (2011)
- David Arnold : Shaken and Stirred: The David Arnold James Bond Project - (1997)
- Richard Ashcroft : Keys to the World - (2006)
- Franco Battiato
- Sarah Brightman
- Saro Cosentino (it)
- Donovan
- Brian Eno
- Exile
- Roberta Flack
- Manolo García
- Gazebo
- Al Green
- Steve Harley
- Natalie Imbruglia
- David Knopfler : Lifelines - (1991)
- K.d. lang
- George Martin : In My Life - (1998)
- Ralph McTell
- The Psychedelic Furs
- Gerry Rafferty
- Eros Ramazzotti
- Wendell Richardson
- Mavis Staples
- Tanita Tikaram